# Loriotus
Loriotus är ett släkte med tangaror som förekommer i Sydamerika och Karibien och vars tre arter tidigare placerades i släktet Tachyphonus.

## Systematik
En molekulär studie publicerad 2014 visade att släktet Tachyphonus var polyfyletiskt. På grund av detta återtogs släktet Loriotus för tre arter. Släktet hade först beskrivits 1821 av den polske zoologen Feliks Paweł Jarocki med eldtofsad tangara som typart. Det vetenskapliga namnet härstammar från det franska ordet loriot som betyder gyllingar, det vill säga den grupp med fåglar som omfattar sommargyllingen och som alltså inte har något släktskap med de tre tangarorna i detta släkte.
Släktet omfattar tre arter:
- Eldtofsad tangara (Loriotus cristatus)
- Gultofsad tangara (Loriotus rufiventer)
- Vitskuldrad tangara (Loriotus luctuosus)